# 阿爾卡納 (阿肯色州巴克斯特縣)
阿爾卡納（英語：Arkana）是位於美國阿肯色州巴克斯特縣的一個非建制地區。該地的面積和人口皆未知。

## 地理
阿爾卡納的座標為36°14′18″N 92°19′00″W / 36.23833°N 92.31667°W，而該地的平均海拔高度為226米（即741英尺）。